# Youghiogheny
Youghiogheny je 216 km duga rijeka u SAD-u, pritoka rijeke Monongahela, koja protječe kroz američke savezne države Zapadna Virginia, Maryland i Pennsylvania. 
Rijeka izvire jugoistočno od mjesta Kingwood u Zapadnoj Virgniji, u blizini planine Blackbone. Na rijeci 9,7 km sjeverno od granice s Pennsylvaniom izgrađena je 1944.g. 56m visoka brana zbog zaštite od poplava, te je na rijeci formirano jezero.
Rijeka je popularna za kajakaše i kanuiste na divljim vodama, kao i za rafting. 